# Fabijan Krivak
Fabijan Krivak, né le 24 février 2005 à Zabok en Croatie, est un footballeur croate qui évolue au poste de milieu offensif au Lokomotiva Zagreb.

## Biographie

### En club
Né à Zabok en Croatie, Fabijan Krivak est formé par le NK Ivancica, puis par le Lokomotiva Zagreb. Il joue son premier match en professionnel avec ce club lors d'une rencontre de première division croate le 16 avril 2022, face au HNK Rijeka. Il entre en jeu et son équipe s'impose par deux buts à un.
Krivak inscrit son premier but en professionnel le 10 février 2024, lors d'une rencontre de championnat face au Dinamo Zagreb. Titulaire, il ouvre le score au bout de 18 minutes de jeu, mais les deux équipes se neutralisent (2-2 score final). Il est l'une des révélation de la saison 2023-2024 dans le championnat croate mais sa progression est freinée en juin 2024 avec une blessure au genou qui le tien éloigné des terrains pour de longs mois.

### En sélection
Fabijan Krivak représente l'équipe de Croatie des moins de 19 ans, jouant au total six matchs, entre 2022 et 2023 avec cette sélection.
Krivak est convoqué pour la première fois avec l'équipe de Croatie espoirs en mars 2024.